# Tuba Hassan
Tuba Hassan (Urdu طوبہ حسن; * 18. Oktober 2000 in Lahore, Pakistan) ist eine pakistanische Cricketspielerin, die seit 2022 für die pakistanische Nationalmannschaft spielt.

## Aktive Karriere
Tuba gab ihr Debüt in der Nationalmannschaft im Mai 2022 bei der Tour gegen Sri Lanka. Dabei erzielte sie 3 Wickets für 8 Runs und wurde als Spielerin des Spiels ausgezeichnet. Sie etablierte sich im WTwenty20-Team und erhielt vom pakistanischen Verband einen zentralen Vertrag. Beim Women’s Twenty20 Asia Cup 2022 konnte sie gegen Malaysia (für 13 Runs), Thailand (für 18 Runs) und Sri Lanka (für 26 Runs) jeweils zwei Wickets erzielen. Nachdem sie sich kurz darauf verletzte und mehrere Wochen aussetzen musste, wurde sie dann für den ICC Women’s T20 World Cup 2023 nominiert. Kurz davor absolvierte sie ihr erstes WODI bei der Tour in Australien. Bei der Weltmeisterschaft waren dann 28 Runs gegen England ihre beste Leistung.